# NOBU (歌手)
NOBU（のぶ、1988年7月3日 - ）は、日本の男性歌手、DJ。宮崎県小林市出身。
2012年8月にN.O.B.U!!!名義でユニバーサルミュージックの邦楽レーベルFar Eastern Tribe Recordsよりメジャー・デビュー。2017年、NOBUとして再デビュー。所属事務所は、A-PLUS。
活動コンセプトは、「自由な音楽を通じて希望を人々に届けたい」。2020年から「DJ IRISA」名義でも活動。

## 来歴
1998年よりメロディック・ハードコアバンドPOGO→STiCKのドラム、コーラスとして活動。2005年、10代を対象とした音楽コンテスト『TEENS' MUSIC FESTIVAL』九州大会で優勝、同年11月27日に行われた『TEENS' MUSIC FESTIVAL 2005 全国大会』に出場した（演奏曲「今日はハレ」）。2007年にはN.O.B.U!! of POGO→STiCK名義で『Music Revolution』にエントリー、同年11月25日に開催された全国大会『The 1st Music Revolution Japan Final』に出場した（演奏曲「LaLaLa MUSIC 〜使命の歌〜」）。いずれも入賞は果たせなかった。
2007年にバンド活動を休止してソロ活動を開始。トラックメイクを始める。
2008年、自主制作シングル「LaLaLa MUSIC 〜使命の歌〜」をリリース。同年夏の「閃光ライオット2008」では九州代表として出演した。
2009年、インディーズアルバム「MUSIC of N.O.B.U!!!」を閃光レーベルよりリリース。収録曲「EVERYBODY!!!」は、LISMO総合ランキングで最高第2位を獲得。同収録曲「THE ONLY ONE 〜桜梅桃李〜」は有線インディーズ 年間チャート6位を獲得。また同年にリリースした配信限定シングル「スタートライン」は専門学校などを展開する企業「バンタン」のイメージソングとして使用される。
2012年8月8日、ユニバーサルミュージックの邦楽レーベルFar Eastern Tribe Recordsより、アルバム「POWER TO THE PEOPLE!!!」でメジャー・デビュー。
2014年、所属レコード会社から契約解除。
2017年7月12日、ユニバーサルミュージックと再契約、NOBU名義で「いま、太陽に向かって咲く花」をリリース。
同年11月9日、「第50回日本有線大賞」新人賞にノミネートされたことが発表された。
同年11月16日、「第59回日本レコード大賞」新人賞にノミネートされたことが発表された。
2017年に出身地である小林市の町おこしの一環として小林秀峰高校の高校生と共に5か月間の作詞ワークショップを行い、6曲のうち優勝作品である「田舎女子高生」はミュージックビデオが投稿された。

## 人物
趣味はスケートボード。サングラス姿に大口を開ける表情がトレードマーク。アルバム「POWER TO THE PEOPLE!!!」のジャケット写真やオフィシャルブログの写真などで多く見られる。
再デビュー曲となった『いま、太陽に向かって咲く花』は、アルバム「POWER TO THE PEOPLE!!!」に収録されている『太陽に向かって咲く花』を、佐藤竹善のプロデュース・アレンジで改題、セルフカバーしたものである。
2023年3月24日、パニック障害及び適応障害であることを公表した。
2023年11月18日、以前より交際していた女性との結婚を発表。2024年5月25日、第一子が誕生したことを報告した。

## ディスコグラフィー

### 参加作品
- SPICY CHOCOLATE『渋谷純愛物語』 (2014年10月22日）
10.「約束 feat. BES & N.O.B.U!!!」[13]
- RYO from ORANGE RANGE『DELIGHT』 (2015年9月16日）
11.「DRIVE feat. N.O.B.U!!!」

## ミュージックビデオ
| 監督     | 曲名                                                                            |
| 松田征己 | 「ナガレボシ」「フライパン」「今日もハレ feat.HAN-KUN」「太陽に向かって咲く花」 |

## タイアップ
| 曲名                 | タイアップ                                                 |
| -------------------- | ---------------------------------------------------------- |
| スタートライン       | バンタンイメージソング                                     |
| 太陽に向かって咲く花 | TBS系「スーパーサッカー」2012年8・9月エンディングテーマ    |
| 太陽に向かって咲く花 | TBS系「DANCE@TV」「ココロ元気week」第3弾テーマソング       |
| 太陽に向かって咲く花 | 第97回全国高等学校野球選手権大会宮崎県予選中継テーマソング |
| 太陽に向かって咲く花 | テゲバジャーロ宮崎ホームゲーム入場曲                       |
| 君ノ風               | 映画『夏ノ日、君ノ声』主題歌                               |